# Corentin Cariou
Corentin Cariou – stacja linii 7 metra w Paryżu, położona w 19. dzielnicy.

## Stacja
Stacja została otwarta w 1910 roku pod nazwą Pont de Flandre (z fr. Most Flandrii), odwołującą się do mostu, który przekracza kanał Saint-Denis, pozwalając ulicy Rue de Flandre dotrzeć do bramy La Villette.
10 lutego 1946 nadano jej aktualną nazwę, pochodzącą od nazwy biegnącej nad stacją Avenue Corentin-Cariou (przemianowany w 1944 roku fragment Avenue de Flandre). Upamiętnia ona Corentina Cariou (1898-1942), dawnego radnego 19. dzielnicy, zakładnika Nazistów rozstrzelanego w czasie okupacji Francji.

## Przesiadki

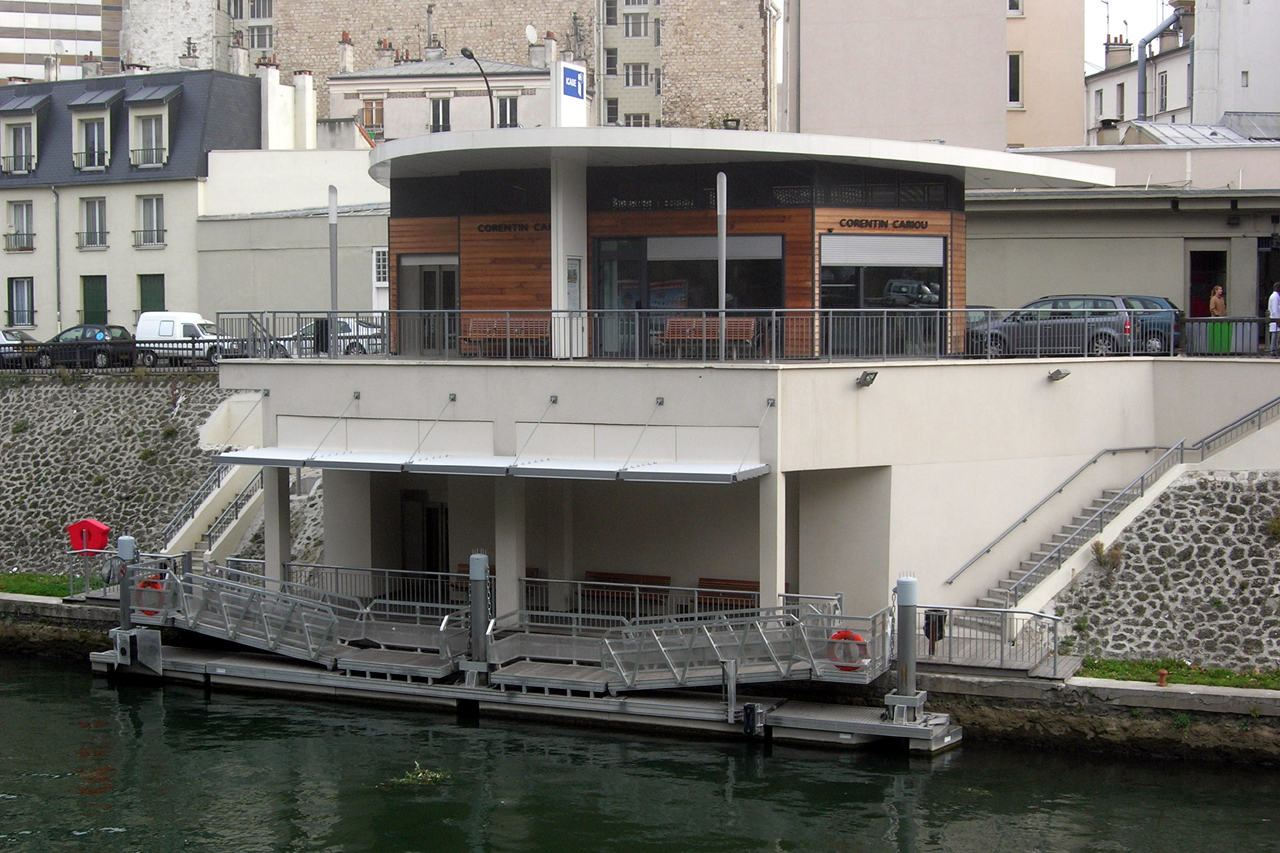
Przystań przy stacji Corentin Cariou.

Stacja umożliwia przesiadki na autobusy nocne Noctilien oraz na statki pływające kanałem Saint-Denis.